# Arquitetura Art Nouveau em Riga

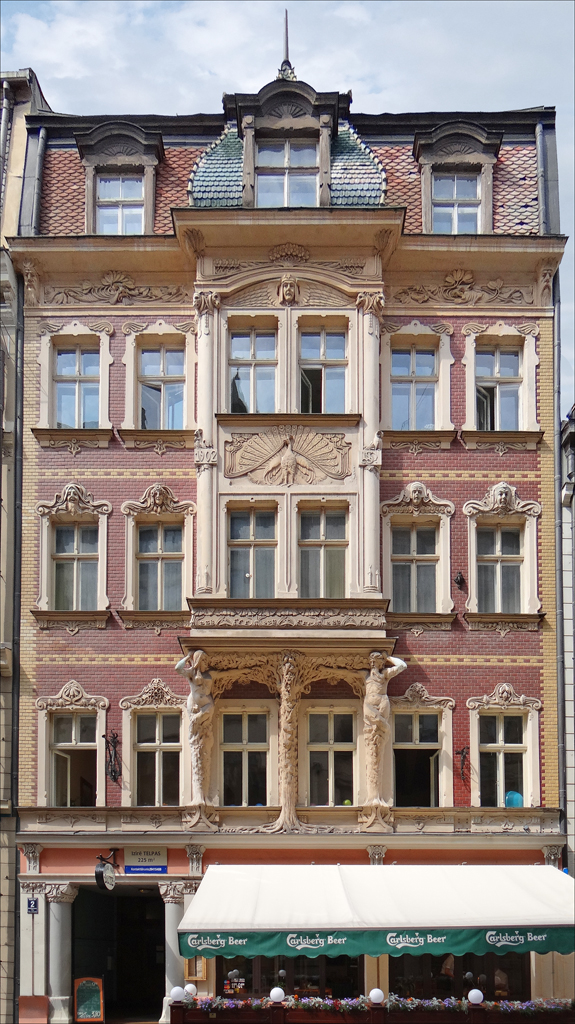
Um bom exemplo da arquitetura Art Nouveau de Riga, em sua combinação de racionalidade e decoração, é este edifício de 1902 localizado em Smilšu iela 2, por Konstantīns Pēkšēns.

A arquitetura Art Nouveau em Riga representa cerca de um terço de todos os edifícios no centro de Riga, tornando a capital da Letônia a cidade com a maior concentração de arquitetura Art Nouveau em qualquer lugar do mundo. Construídos durante um período de rápido crescimento econômico, a maioria dos edifícios Art Nouveau de Riga datam de 1904 a 1914. O estilo é mais comumente representado em prédios de apartamentos de vários andares.

## Contexto
No final do século XIX, a antiga cidade hanseática e porto de Riga era uma cidade importante no Império Russo. Foi um período de rápido desenvolvimento econômico, industrial e demográfico. Entre 1897 e 1913, a população da cidade cresceu 88%, alcançando a marca de 530.000 habitantes em 1914. Naquela época, era a quinta maior cidade do Império Russo e a terceira maior cidade da região do Báltico. Esta taxa de crescimento da cidade nunca mais foi alcançada.
Já em meados do século XIX, a cidade começou a se expandir para além de seu núcleo medieval, que estava cercada por muralhas. Estas foram derrubadas em 1856 e substituídas por um anel de avenidas e jardins que circundam a cidade antiga de Riga. A nova parte da cidade foi desenvolvida ao longo de um padrão de grade e segue normas de construção estritas  (por exemplo, que nenhuma casa podia ter mais do que seis andares ou 21,3 metros (70 pé)), criando, assim, um elevado grau de coerência urbana. Entre os anos de 1910 e 1913, entre 300 e 500 novos edifícios foram construídos por ano em Riga, a maioria deles em estilo Art Nouveau e fora da cidade velha. Ainda assim, um número de edifícios Art Nouveau foram erguidos na cidade velha de Riga, bem como várias casas no subúrbio de Mežaparks. De fato, o primeiro edifício de Art Nouveau construído em Riga (um projeto dos arquitetos Alfred Aschenkampff e Max Scherwinsky) situa-se na Audēju iela 7, na parte medieval da cidade.No entanto, é na parte do centro da cidade que fica fora do anel de avenidas que se localiza a grande maioria da arquitetura em estilo Art Nouveau em Riga.
Os proprietários, construtores e arquitetos dessas casas vieram de grupos étnicos diferentes; entre estes, os primeiros letões a alcançar tais níveis na sociedade. Além de arquitetos letões (entre eles Eižens Laube, Konstantīns Pēkšēns e Jānis Alksnis) havia também Judeus (Mikhail Eisenstein, Paul Mandelstamm) e germano-bálticos (entre eles, Bernhard Bielenstein, Rudolph Dohnberg e Artur Moedlinger) trabalhando em Riga durante esse período. Durante esse tempo de desenvolvimento da identidade nacional da Letônia, um número relativamente pequeno de arquitetos era de etnia letã (com o letão como sua primeira língua), mas eles projetaram quase 40% de todos os novos edifícios em Riga no início do século XX. Um número crescente de proprietários de casas também era letão, e não alemão ou russo. Independentemente de sua etnia, a maioria dos profissionais que criam a arquitetura Art Nouveau de Riga eram locais, embora estilisticamente influenciados pela arquitetura estrangeira - principalmente da Alemanha, Áustria e Finlândia. Significativa para este desenvolvimento foi a abertura da faculdade de arquitetura no Instituto Politécnico de Riga (hoje Universidade Técnica de Riga) em 1869, que ajudou a educar uma geração de arquitetos locais.
Os detalhes decorativos dos edifícios, na forma de esculturas, vitrais, fogões de majólica e outros, foram parcialmente importados e parcialmente produzidos por empresas em Riga. As empresas de artes decorativas de Riga também trabalharam num mercado regional e os produtos das oficinas da cidade foram exportados (dentro do Império Russo) para, por exemplo. Talim e São Petersburgo.
Hoje, a arquitetura Art Nouveau representa aproximadamente um terço de todos os edifícios no centro de Riga, tornando-se a cidade com a maior concentração de arquitetura Art Nouveau em qualquer lugar do mundo. O estilo é mais comumente representado em prédios de apartamentos de vários andares.

## Desenvolvimento
O Art Nouveau desenvolveu-se a partir do (mas também como uma reação contra o) Ecletismo e diferentes estilos Revivalistas. Como o Art Nouveau em outros lugares, seu desenvolvimento foi impulsionado pelo desejo de criar um estilo individualista menos dependente de referências históricas óbvias, um desejo de expressar traços e tradições locais e um movimento rumo a uma arquitetura racional baseada em um uso "honesto" de materiais e ornamentação que não negue o desenho estrutural do prédio.
Estilisticamente, a arquitetura Art Nouveau de Riga é frequentemente dividida em quatro categorias principais: Eclética ou Decorativa; Perpendicular ou Vertical; Nacional-Romântico e, por último, Neoclássico. Essas categorizações nem sempre são mutuamente exclusivas; muitos edifícios exibem influências de vários estilos diferentes.

### Art Nouveau eclético
Os primeiros edifícios Art Nouveau em Riga eram desse estilo. Começando como uma mudança puramente decorativa do Ecletismo, os edifícios deste tipo simplesmente adotaram novas formas de decoração Art Nouveau em vez de estilos anteriores, mas pouco ou nada mudaram em relação aos conceitos anteriores de estrutura dos edifícios. O Art Nouveau eclético ainda exibe as fachadas rítmicas e a decoração opulenta dos estilos anteriores.Nesta forma primitiva de Art Nouveau, a influência estrangeira era bastante forte, especialmente da Alemanha, assim como influências do simbolismo contemporâneo. As casas de Art Nouveau mais famosas em Riga, uma fileira de casas ao longo da Alberta iela, muitas delas projetadas por Mikhail Eisenstein, são deste estilo. Embora sejam uma grande atração turística, elas não são representativas da grande maioria dos edifícios Art Nouveau em Riga.

### Art Nouveau perpendicular
O ecletismo eventualmente deu lugar a um estilo mais racionalista da Art Nouveau, caracterizado pelas composições verticais marcantes das fachadas e ornamentos geométricos integrados à composição arquitetônica geral. A estrutura dos edifícios também mudou para uma algo essencialmente moderno, onde o exterior reflete o layout do interior, ao invés de ser uma fachada sem qualquer conexão racional com o layout estrutural do edifício, como era o caso anteriormente. Várias lojas de departamento foram construídas neste estilo, às vezes também referido como Estilo Loja de Departamento  ou Warenhausstil, em alemão.

### Art Nouveau nacional-romântico
O Despertar Nacional da Letônia, que começou no século XIX, iniciou um processo de formulação consciente de uma identidade especificamente letã, tanto política quanto culturalmente. Isto, juntamente com os desenvolvimentos políticos (especialmente a Revolução de 1905) levou a um forte desejo de expressar uma identidade especificamente letã também por meio da arte e da arquitetura no início do século XX.O estilo nacional-romântico é por vezes considerado um estilo arquitetônico por si só, mas no contexto letão é frequentemente descrito como uma variante da Art Nouveau. Foi relativamente curto e floresceu entre 1905 e 1911. Uma certa quantidade de influência veio da arquitetura finlandesa, mas como a ideia era desenvolver uma forma específica de arquitetura letã, muitos de seus aspectos são específicos para a arquitetura da Letônia. É um estilo caracterizado pela decoração contida inspirada pela arte folclórica local, volumes monumentais e o uso de materiais de construção locais.

### Art Nouveau neoclássico
A última etapa do desenvolvimento da arquitetura Art Nouveau em Riga é também o estilo menos representado, o chamado Art Nouveau neoclássico. Baseando-se na linguagem da arquitetura clássica que havia sido um estilo prolífico no Império Russo durante o século XIX (mas não comum em Riga), essa variante monumental da Art Nouveau foi usada em vários novos edifícios bancários.

## Galeria

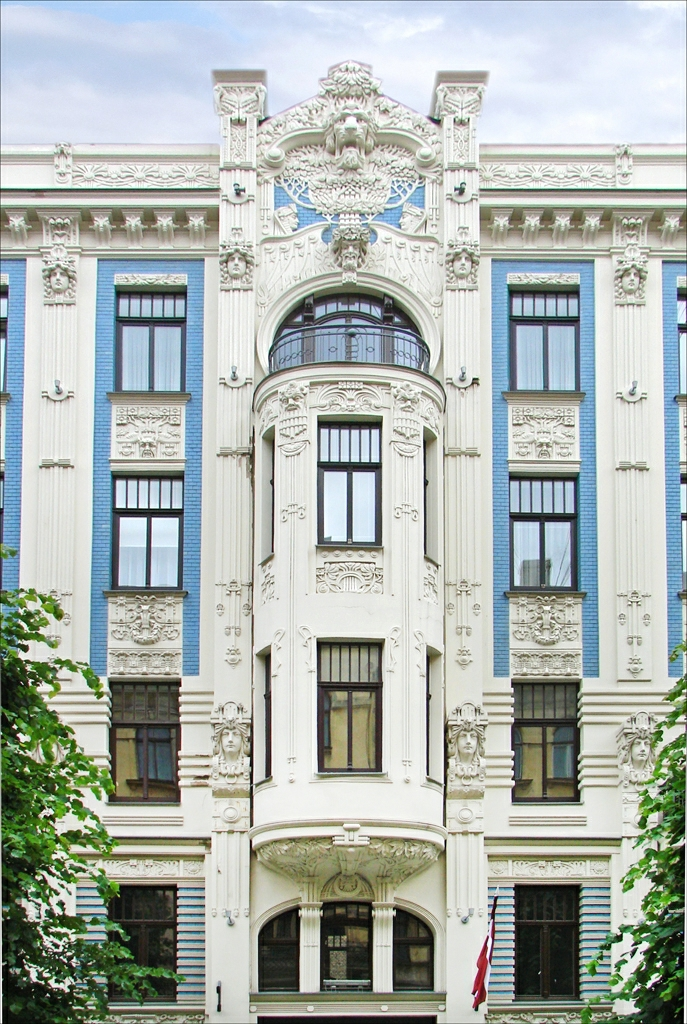
Art Nouveau eclético: Um edifício em Alberta iela por Mikhail Eisenstein. Apesar de ser um destino turístico popular, este tipo de Art Nouveau não é típico de Riga.
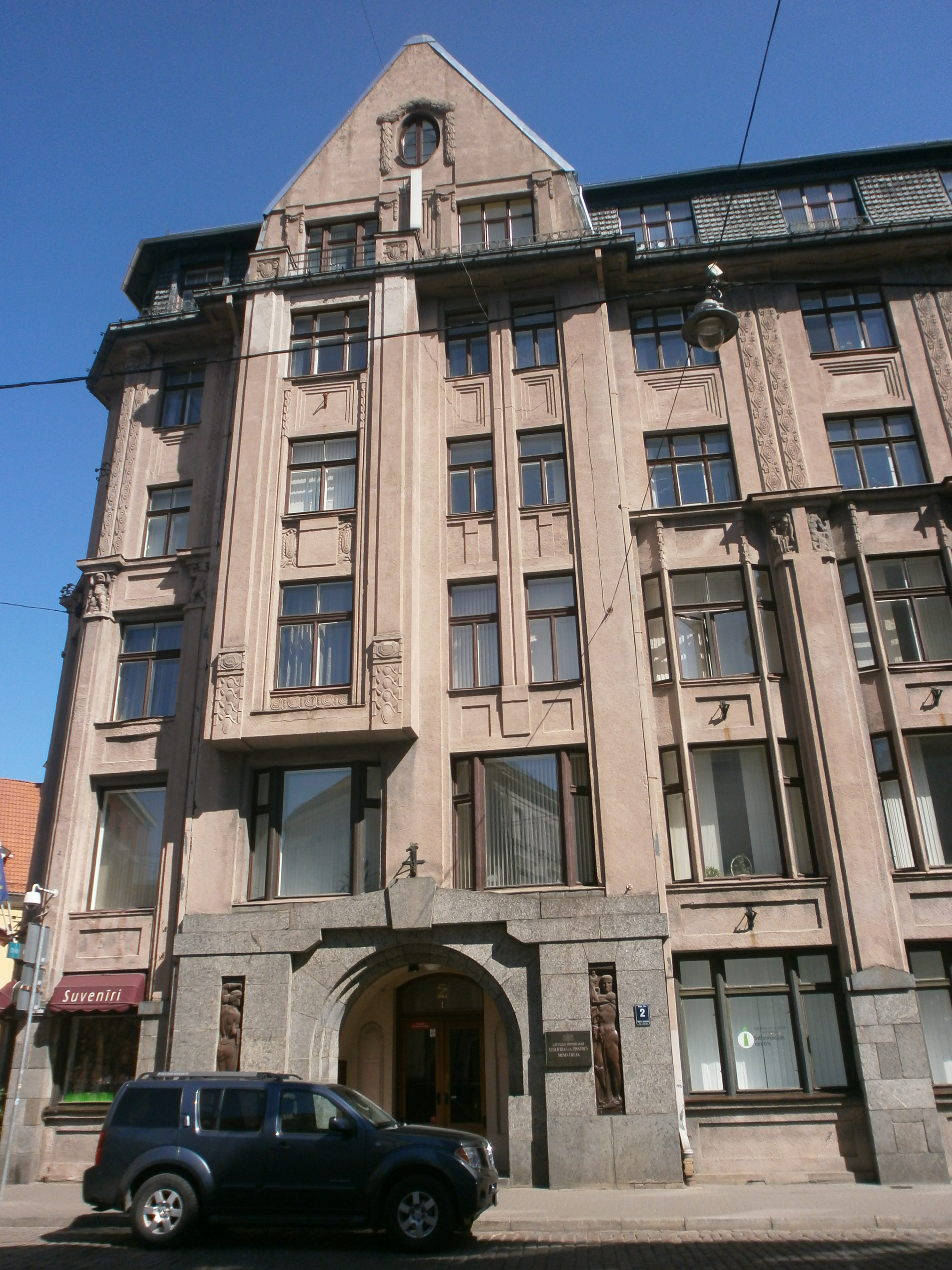
Art Nouveau perpendicular : O atual edifício doMinistério da Educação, construído em 1911 pelo arquiteto E. Friesendorff, tem uma ênfase perpendicular na fachada e conta com várias esculturas de August de Volz.
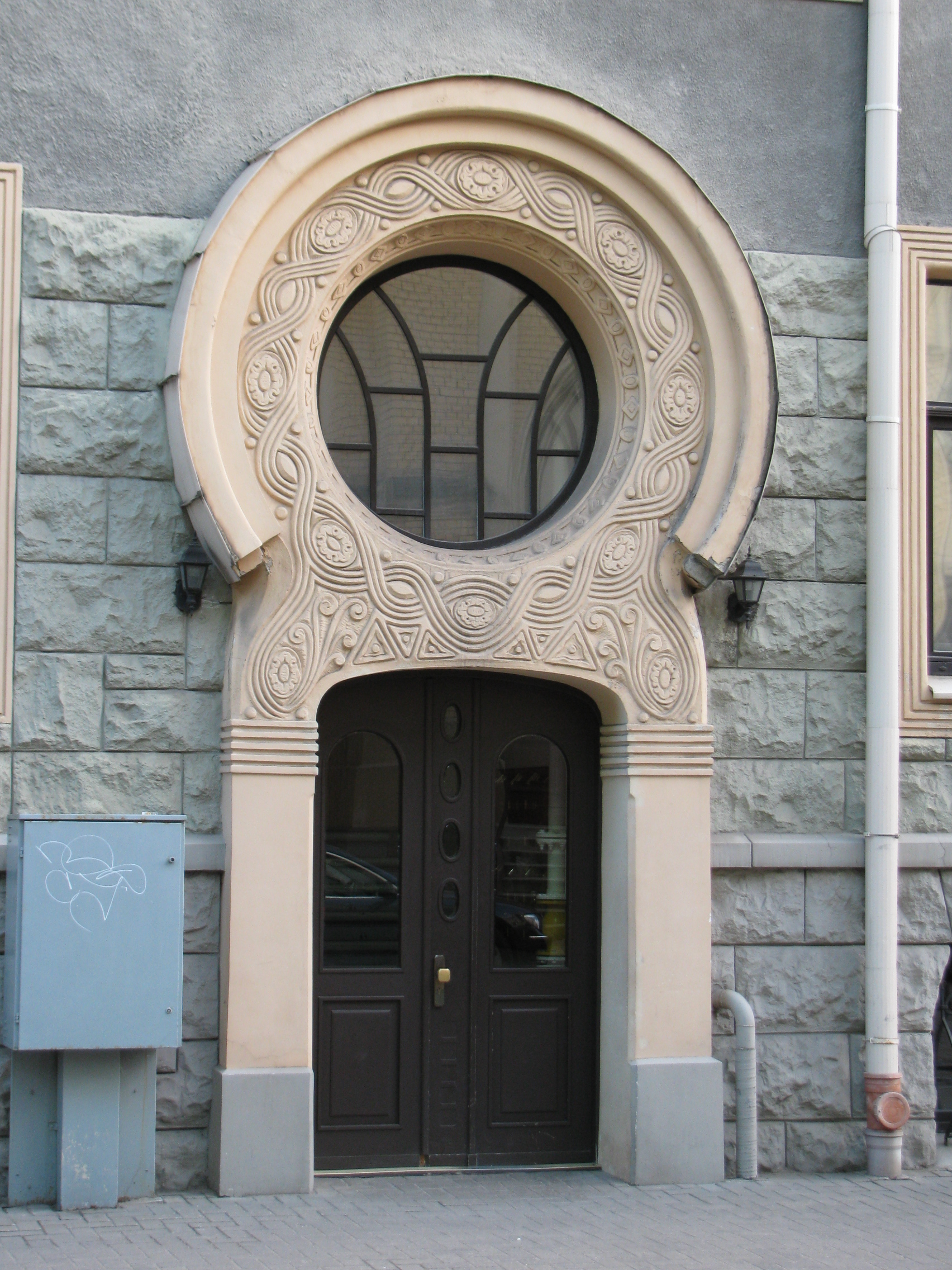
Art Nouveau nacional-romântica: Detalhe mostrando as típicas decorações nacional-românticas em uma casa construída em 1908 por Konstantīns Pēkšēns.
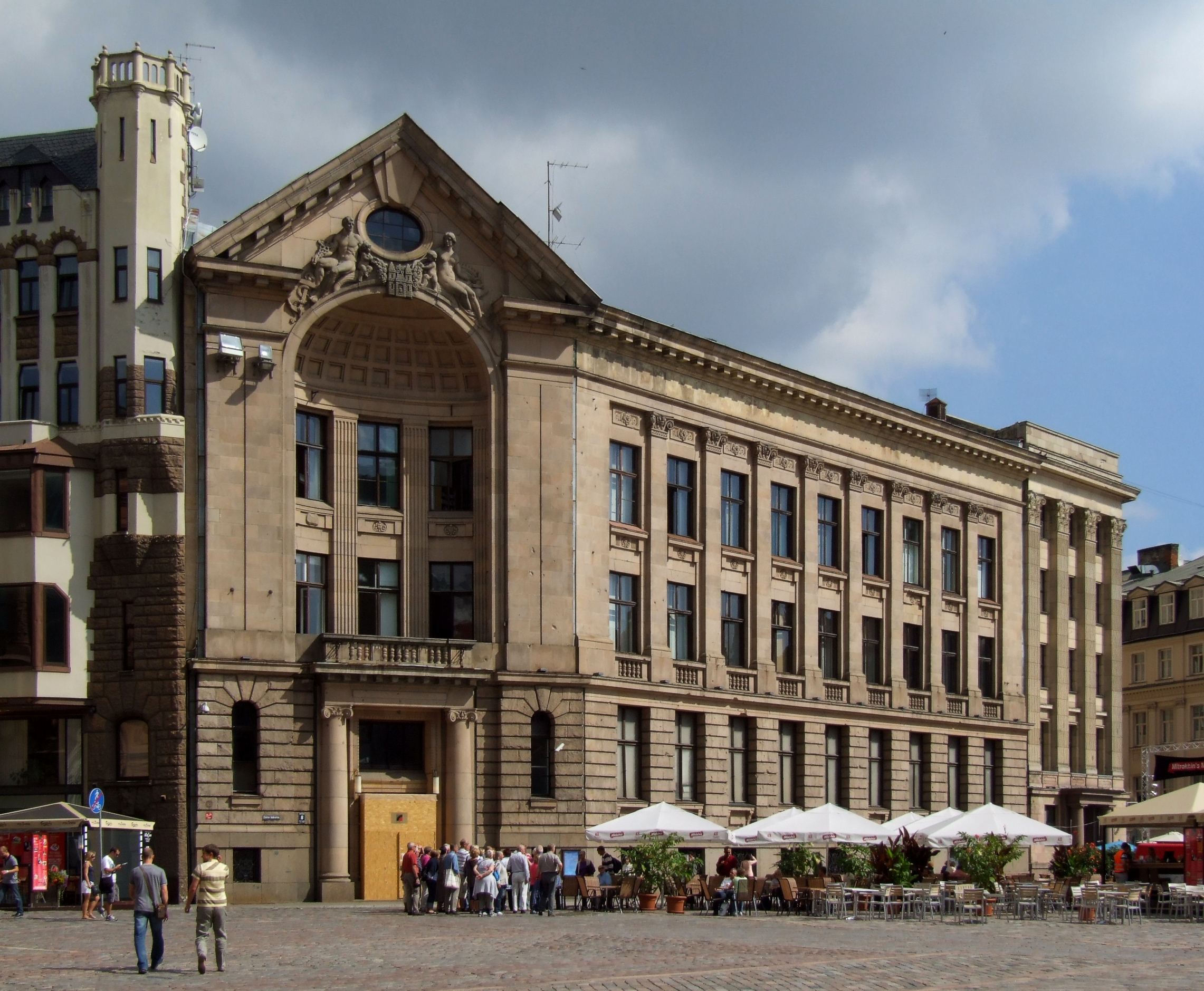
Art Nouveau neoclássico: Muitos edifícios construídos para os bancos de Riga tinham formas neoclássicas, tais como este, construído em 1913, por Paul Mandelstamm.